# Слободян Наталія Василівна
Наталі́я Васи́лівна Слободя́н (27 лютого 1923, Київ — 21 грудня 2013, Львів) — українська балерина, балетмейстерка. Народна артистка Української РСР (1960).

## Життєпис
Наталія Слободян народилася у Києві 27 лютого 1923 року в сім'ї оперної співачки та журналіста. Мати — Лідія Недзведзька-Боровська, оперна співачка, закінчила Московську консерваторію, полька, з шляхти (її батьки мали землі на території нинішнього Чорнобиля). Батько — Василь Слободян, журналіст київської газети «Українське слово». У їхньому будинку збиралася українська інтелігенція, заходила і видатна поетеса, діячка культурної референції ОУН Олена Теліга. З дитинства Наталія Слободян мріяла стати балериною. У 1937 році НКВС заарештувало її батька, у в'язниці він відсидів чотири роки, перед початком війни його відпустили. У вересні 1941 року німці зайняли Київ. Батька заарештувало гестапо. У лютому 1942 року 200мукраїнських інтелігентів, у тому числі Василя Слободяна і Олену Телігу, гестапівці розстріляли у Бабиному яру..
1941 року закінчила Київське державне хореографічне училище. До Львова Наталія Слободян разом із мамою та сестрою переїхала у 1943 році. Від 1944 року солістка Львівського театру опери та балету. У Львові одружилася, народила дочку.
Від 1968 року Наталія Слободян працювала педагогинею, навчала артистів Львівського національного академічного театру опери та балету імені Соломії Крушельницької
Похована на 78 полі Личаківського цвинтаря.

## Партії
- Лілея «Лілея» (однойменний балет К. Данькевича),
- Мануся («Сойчине крило» Анатолія Кос-Анатольського),
- Марічка («Тіні забутих предків» Віталія Кирейка),
- Раймонда (однойменний балет Олександра Глазунова),
- Аврора («Спляча красуня» Петра Чайковського),
- Нікія («Баядерка» Людвіга Мінкуса),
- Одетта-Оділлія («Лебедине озеро» Петра Чайковського),
- Марія («Бахчисарайський фонтан» Бориса Асаф'єва),
- Кітрі («Дон Кіхот» Людвіга Мінкуса),
- Маруся Богуславка («Маруся Богуславка» Анатолія Свєчнікова),
- Дзвінка («Хустка Довбуша» Анатолія Кос-Анатольського).